# UC-46号潜艇
陛下之UC-46号艇是德意志帝国海军于第一次世界大战期间建造的其中一艘UC-II型近岸布雷潜艇或称U艇。它由不来梅的威悉船厂承建，于1916年8月8日新船下水，至同年9月15日交付使用。其全长51.85米，水面及水下排水量分别为450吨和502吨，艇载武器则包括三具鱼雷发射管、六具水雷滑射槽以及一门88毫米口径甲板炮。UC-46号入役后曾被部署至驻比利时的佛兰德区舰队，并参与了大西洋潜艇战。通过其四次巡逻，共直接或间接击沉10艘协约国或中立国商船，容积总吨累计为10621吨。1917年2月8日，UC-46号在英格兰的古德温沙洲附近遭英国驱逐舰自由号撞沉，艇内23名官兵全数阵亡。

## 设计
1915年秋天，由于中立国美国的干预，U艇战几乎陷入停顿，导致德国广泛开展《国际法》所允许的水雷战，从而使布雷潜艇的需求量相应增加。德意志帝国海军潜艇监察局（Inspektion des U-Bootwesens）的开发部门留意到了这一点，遂以UB-II型为基础，按照兼顾布雷效率和生产速度的要求，以41号工程的名义设计了UC-II型潜艇。为了弥补前型UC-I型的缺陷，UC-II型艇不仅更大，而且采用双轴推进系统。然而，与前型最主要的区别在于，UC-II型艇重新运用了双壳体结构。但它并非纯粹的双体潜艇，而是一种中间过渡型；因为外层没有封闭耐压壳体，而是作为鞍形水柜附在上方。
UC-46号是64艘UC-II型方案的其中一艘。这个亚型的艇体结构与UB-II型类似，但体积更大，全长为51.85米，并有3.67米的吃水深度；由于不再考虑铁路运输的装载限界，舷宽也得以增至5.22米。其水上和水下排水量分别为420吨和502吨。艇只采用两台猛狮六缸四冲程600匹公制馬力（440千瓦特）柴油机用于水面运行，以及两台460匹公制馬力（340千瓦特）的西门子-舒克特电动发电机用于水下航行；水面最高航速11.7節（21.7每小時），水下6.9節（12.8每小時）；能够在水面以7節（13每小時）航速续航7,280海里（13,480），或以4節（7.4每小時）连续在水下航行54海里（100）而无需充电。其潜没需时约为30秒，能够在50米的深度下运作。
作为布雷潜艇，UC-46号改将六具布雷滑射槽安装在艇体前部，每具储存井内的水雷数量增至3枚，即合共18枚UC200型水雷。布雷时只需将存储井底部的盖板打开，水雷便可凭借自身重量滑入水中。随着滑射槽长度增加，艇体艏楼的上层建筑被抬高，上层建筑与司令塔之间的凹陷处布置了一门88毫米30倍径速射炮作为甲板炮。但由于位置相对较低，火炮甲板在恶劣海况下很容易被涌浪淹没。此外，UC-46号还装备有三具500毫米鱼雷发射管，这极大提升了潜艇的攻击能力。其中艇艏两具外置在两侧、艇艉一具则为内置式，并可搭载合共7枚G6型鱼雷。其标准船员编制为3名军官及23名水兵。

## 历史
1915年11月20日，在海军元帅阿尔弗雷德·冯·提尔皮茨的倡议下，国家海军办公室分别向三家德国造船厂合共增订15艘UC-II型潜艇。UC-46号因此成为不来梅威悉船厂承建的第二批次（UC-46至UC-48号）首艇，建造编号为256。它于1916年2月1日动工、8月8日新船下水，至同年9月15日在曾担任UC-4和UB-17号艇长的海军中尉弗里德里希·默克的指挥下交付使用，随即展开海试。完成海试后，该艇于11月29日抵达比利时的泽布吕赫并加入驻当地的佛兰德区舰队，成为海军佛兰德集团军的一份子。
在仅两个多月的佛兰德役期中，UC-46号参与了大西洋潜艇战，足迹曾抵多佛尔海峡和布里斯托尔湾等水域。通过其四次布雷及破交战巡逻，UC-46号合共击沉协约国或中立国的9艘商船和1艘辅助军舰，容积总吨累计为10621吨。其中，体积最大的受害者是注册吨位高达12097吨的英国客轮阿盖尔郡号 （Argyllshire）；它于1917年2月5日从伦敦前往巴里途中，在距斯塔特角西南约3海里（5.6）处遭默克发射鱼雷命中，并未沉没，但这仍是第一次世界大战期间遭U艇袭击的最大型舰船之一。此外，275总吨、隶属英国皇家海军的武装拖网船隆塞特号（HMT Longset）则是一天后在巴里岛附近撞上由UC-46号布设的水雷而沉没，造成船上8人罹难。
1917年2月8日凌晨03:00刚过，正穿越多佛尔屏障的UC-46号被在附近巡逻的英国驱逐舰自由号发现。驱逐舰遂迅速开火并加速前进，以24節（44每小時）的速度撞击潜艇的司令塔前部。UC-46号就此遭撞沉，艇内23名官兵全数阵亡。沉没地点大致位于古德温沙洲东南的51°07′N 01°39′E / 51.117°N 1.650°E处。

## 袭击历史摘要
| 日期           | 船名            | 船籍         | 吨位  | 结局 |
| -------------- | --------------- | ------------ | ----- | ---- |
| 1916年12月21日 | 莫迪格号        | 挪威         | 1704  | 击沉 |
| 1916年12月23日 | 威廉·米德尔顿号 | 英国         | 2543  | 击伤 |
| 1916年12月24日 | 保罗·派克斯号   | 英国         | 4196  | 击伤 |
| 1916年12月26日 | 艾格尼丝号      | 英国         | 99    | 击沉 |
| 1916年12月26日 | 尼普顿号        | 比利时       | 199   | 击沉 |
| 1916年12月26日 | 圣路易号        | 法國         | 184   | 击沉 |
| 1916年12月30日 | 莎孚号          | 希腊         | 2087  | 击沉 |
| 1917年1月1日   | 鹅桥号          | 瑞典         | 1886  | 击沉 |
| 1917年2月1日   | 伽马号          | 荷蘭         | 2115  | 击沉 |
| 1917年2月2日   | 阿伦岛号        | 英国         | 1918  | 击沉 |
| 1917年2月4日   | 玛尔特号        | 法國         | 154   | 击沉 |
| 1917年2月5日   | 阿盖尔郡号      | 英国         | 12097 | 击伤 |
| 1917年2月6日   | 隆塞特号        | 英國皇家海軍 | 275   | 击沉 |

## 脚注
1. 1 2 3  Helgason, Guðmundur. . German and Austrian U-boats of World War I - Kaiserliche Marine - Uboat.net.   [2009-02-23].
2. ↑  Tarrant，第173頁.
3. 1 2 3  Gröner 1991，第31-32頁.
4. 1 2  Helgason, Guðmundur. . German and Austrian U-boats of World War I - Kaiserliche Marine - Uboat.net.   [2015-02-24].
5. ↑  陈进，第48頁.
6. ↑  . Navypedia.   [2022-09-16]. （原始内容存档于2023-01-20）.
7. ↑  陈进，第46頁.
8. ↑  Herzog，第139頁.
9. ↑  NARS，第65頁.
10. 1 2  Helgason, Guðmundur. . German and Austrian U-boats of World War I - Kaiserliche Marine - Uboat.net.   [2015-02-24].
11. ↑  Helgason, Guðmundur. . German and Austrian U-boats of World War I - Kaiserliche Marine - Uboat.net.   [2022-09-20].
12. ↑  Helgason, Guðmundur. . German and Austrian U-boats of World War I - Kaiserliche Marine - Uboat.net.   [2009-04-14].
13. ↑  Helgason, Guðmundur. . German and Austrian U-boats of World War I - Kaiserliche Marine - Uboat.net.   [2022-09-20].
14. ↑  Naval Staff Monograph No. 34 1933，第228頁.
15. ↑  Naval Staff Monograph No. 34 1933，第229頁.